# Coelorinchus spinifer
Coelorinchus spinifer är en fiskart som beskrevs av Gilbert och Hubbs 1920. Coelorinchus spinifer ingår i släktet Coelorinchus och familjen skolästfiskar. Inga underarter finns listade i Catalogue of Life.